# Bilasipara
Bilasipara è una suddivisione dell'India, classificata come town committee, di 31.090 abitanti, situata nel distretto di Dhubri, nello stato federato dell'Assam. In base al numero di abitanti la città rientra nella classe III (da 20.000 a 49.999 persone).

## Geografia fisica
La città è situata a 26° 13' 60 N e 90° 13' 60 E e ha un'altitudine di 25 m s.l.m..

## Società

### Evoluzione demografica
Al censimento del 2001 la popolazione di Bilasipara assommava a 31.090 persone, delle quali 15.902 maschi e 15.188 femmine. I bambini di età inferiore o uguale ai sei anni assommavano a 3.970, dei quali 2.032 maschi e 1.938 femmine. Infine, coloro che erano in grado di saper almeno leggere e scrivere erano 21.235, dei quali 11.829 maschi e 9.406 femmine.